# Elle (dopływ Vire)
Elle – rzeka we Francji, przepływająca przez tereny departamentów Calvados oraz Manche, o długości 31,8 km. Stanowi dopływ rzeki Vire.

## Geografia
Elle ma źródło w Rouxeville. Uchodzi do Vire w Neuilly-la-Forêt w Parku Regionalnym Bagien Cotentin i Bessin. Rzeka ma długość 31,8 km.

## Gminy nad Elle
- Rouxeville (źródło)
- Saint-Germain-d’Elle
- Bérigny
- Saint-Georges-d’Elle
- Montfiquet
- Cerisy-la-Forêt
- Sainte-Marguerite-d’Elle
- Saint-Jean-de-Savigny
- Saint-Clair-sur-l’Elle
- Moon-sur-Elle
- Airel
- Lison
- Neuilly-la-Forêt (ujście do Vire)